# ラム・コリンズ
ラム・コリンズ（英語: Rum Collins）はラム酒をベースにしたカクテル。ダーク・ラムを用いたものをラム・コリンズ、ホワイト・ラムを用いたものをペドロ・コリンズ（英語: Pedro Collins）と呼び分けることもある。
トム・コリンズのバリエーションである。
カクテルの「コリンズ」は「スピリッツにレモンジュースとシュガーシロップ（または砂糖）を加えたものをソーダ水で満たしたカクテル」であり、スピリッツにラム酒を用いたカクテルがラム・コリンズとなる。

## レシピの例
材料
- ラム - 45ml
- レモンジュース - 20ml
- シュガーシロップ - 1～2tsp
- ソーダ水 適量

作り方
1. ラム、レモンジュース、シュガーシロップをシェイクし、コリンズグラスに注ぐ。
2. ソーダ水をグラスに加えて軽く混ぜる。
3. 好みでレモンスライスをやマラスキーノチェリーでデコレーションしたり、カットライムを沈める。